# 文寧
文寧（穆麟德轉寫：wenning；1765年—1823年），又称文甯、文幹，他他拉氏，字蔚艾、蔚其，號遠皋，满洲正红旗人。清朝政治人物，進士出身。

## 生平
乾隆四十八年癸卯科举人，四十九年，十九歲登進士，改庶吉士。乾隆五十二年，授翰林院編修。乾隆五十四年，任日講起居注官。乾隆五十八年，升任翰林院侍講、司經局洗馬。乾隆五十七年，任山西鄉試正考官。次年任會試同考官。乾隆五十九年，任貴州鄉試正考官。乾隆六十年，任右春坊右庶子、翰林院侍講學士、會試同考官。嘉慶元年，任翰林院侍讀學士。嘉慶三年，任詹事府詹事、內閣學士。嘉慶四年，任鑲白旗蒙古副都統、鑲黃旗漢軍副都統、會試副考官、經筵講官、兵部右侍郎、禮部右侍郎、鑲黃旗蒙古副都統、教習庶吉士并上書房行走。嘉慶五年，任正藍旗滿洲副都統、吏部右侍郎、吏部左侍郎。次年，任實錄館副總裁、浙江鄉試正考官、浙江學政。嘉慶九年，任經筵講官兼管光祿寺事務。嘉慶十年，任禮部右侍郎、吏部左侍郎。嘉慶十年，任工部右侍郎，管理圓明園三山事務。嘉慶十一年，任總管內務府大臣，管理奉宸院事務。嘉慶十一年，任步軍統領兼鑲白旗蒙古都統。嘉慶十二年，任辦理溝渠事務值年大臣。嘉慶十三年，任總管內務府大臣。嘉慶十四年，任太僕寺少卿。次年，任大理寺少卿。嘉慶十五年，任內閣學士、鑲黃旗漢軍副都統、正黃旗滿洲副都統。嘉慶十五年，文淵閣直閣事，任會試副考官、教習庶吉士。嘉慶十六年，任江蘇學政。嘉慶十八年，任吏部右侍郎、左侍郎，署直隸總督。嘉慶十九年，任熱河都統、直隸古北口提督。嘉慶十九年，任盛京副都統。次年，改禮部右侍郎、鑲紅旗漢軍副都統。嘉慶二十一年，改鑲藍旗滿洲副都統、貴州巡撫。嘉慶二十五年，任西藏辦事大臣。
家族一门出五位进士。

## 家族
- 胞侄道光十三年（1833年）癸巳科进士廣旉。